# Irurtzun
Irurtzun (spanisch Irurzun) ist eine Gemeinde (Municipio) in Navarra in Spanien mit 2.316 Einwohnern (Stand: 2024).

## Geografie
Irurtzun liegt etwa 24 Kilometer nordwestlich von Pamplona (Iruña) in einer Höhe von ca. 485 m in der baskischsprachigen Zone Navarras. Am westlichen Rand der Gemeinde fließt der Río Larraun. Dort verläuft auch die Autovía A-15 nach Donostia-San Sebastián. Die Gemeinde liegt in der Sierra d’Aralar mit den Bergen Erga (1088 m) und Gaztelu (966 m) umzu.

## Bevölkerungsentwicklung
| Jahr        | 1900 | 1950 | 1970 | 1981 | 1991 | 2001 | 2011 | 2021 |
| ----------- | ---- | ---- | ---- | ---- | ---- | ---- | ---- | ---- |
| Einwohner   | 1196 | 889  | 1884 | 1996 | 2000 | 2188 | 2279 | 2296 |
| Quelle: INE |      |      |      |      |      |      |      |      |

## Sehenswürdigkeiten

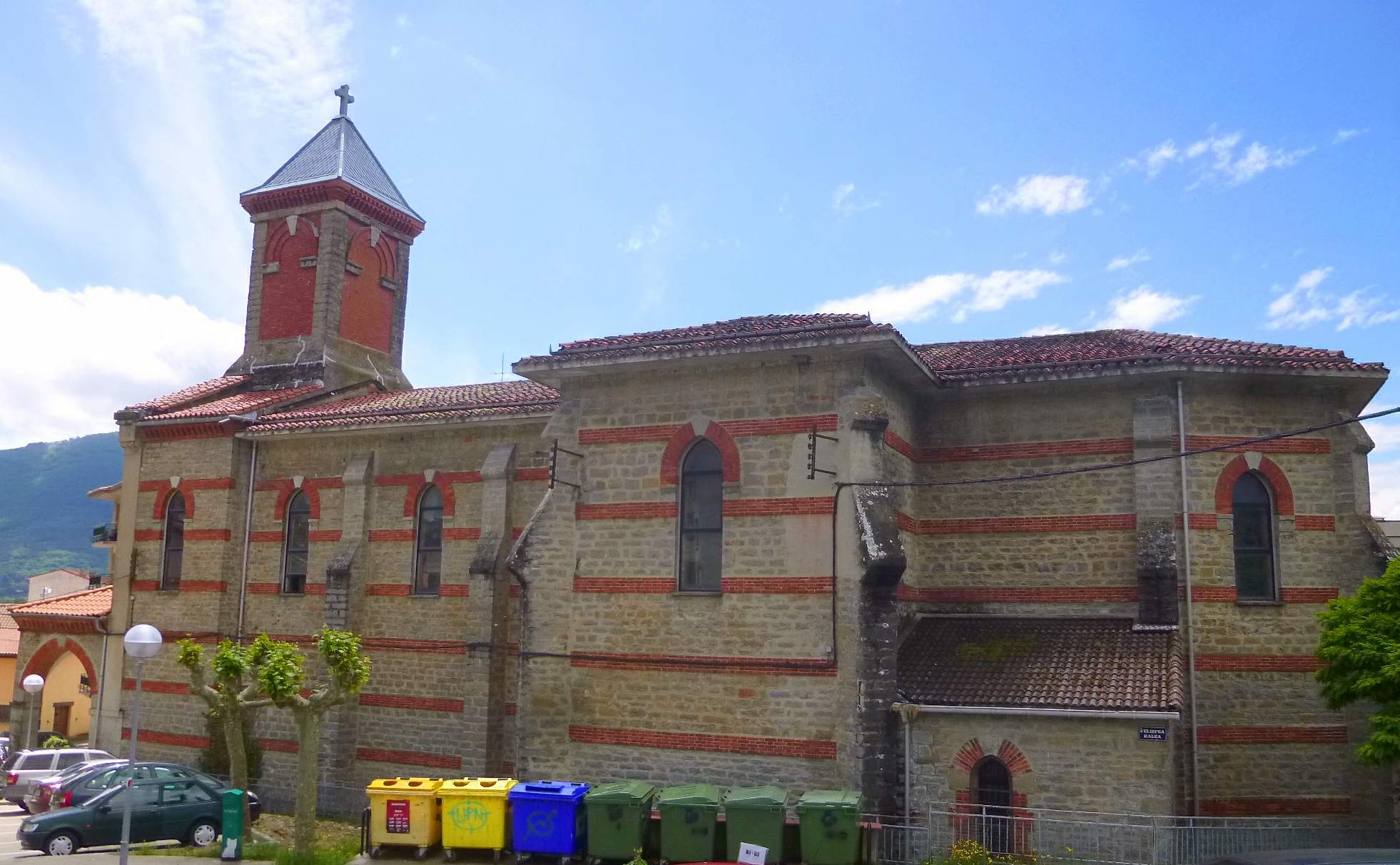
Martinskirche
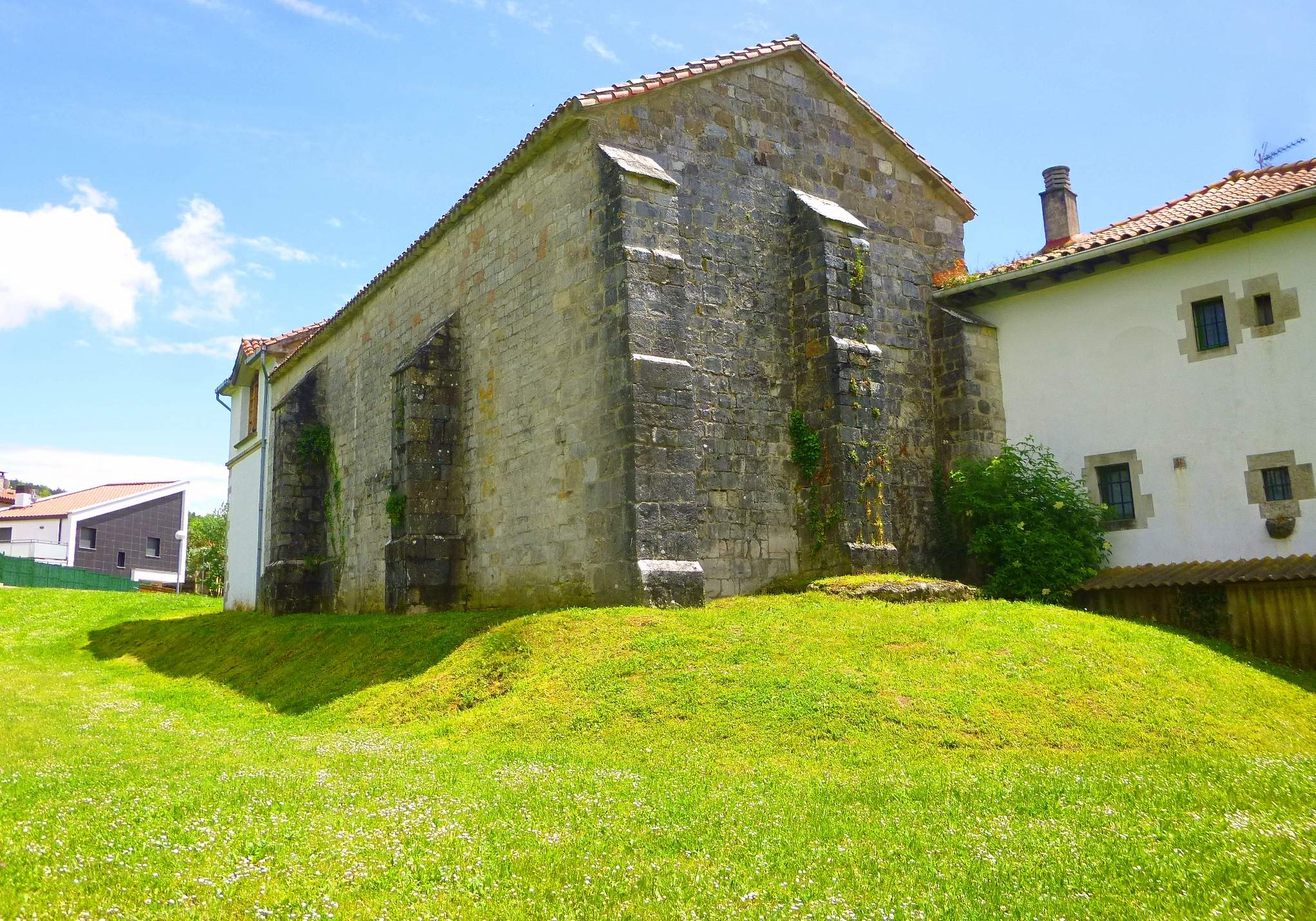
alte Martinskirche
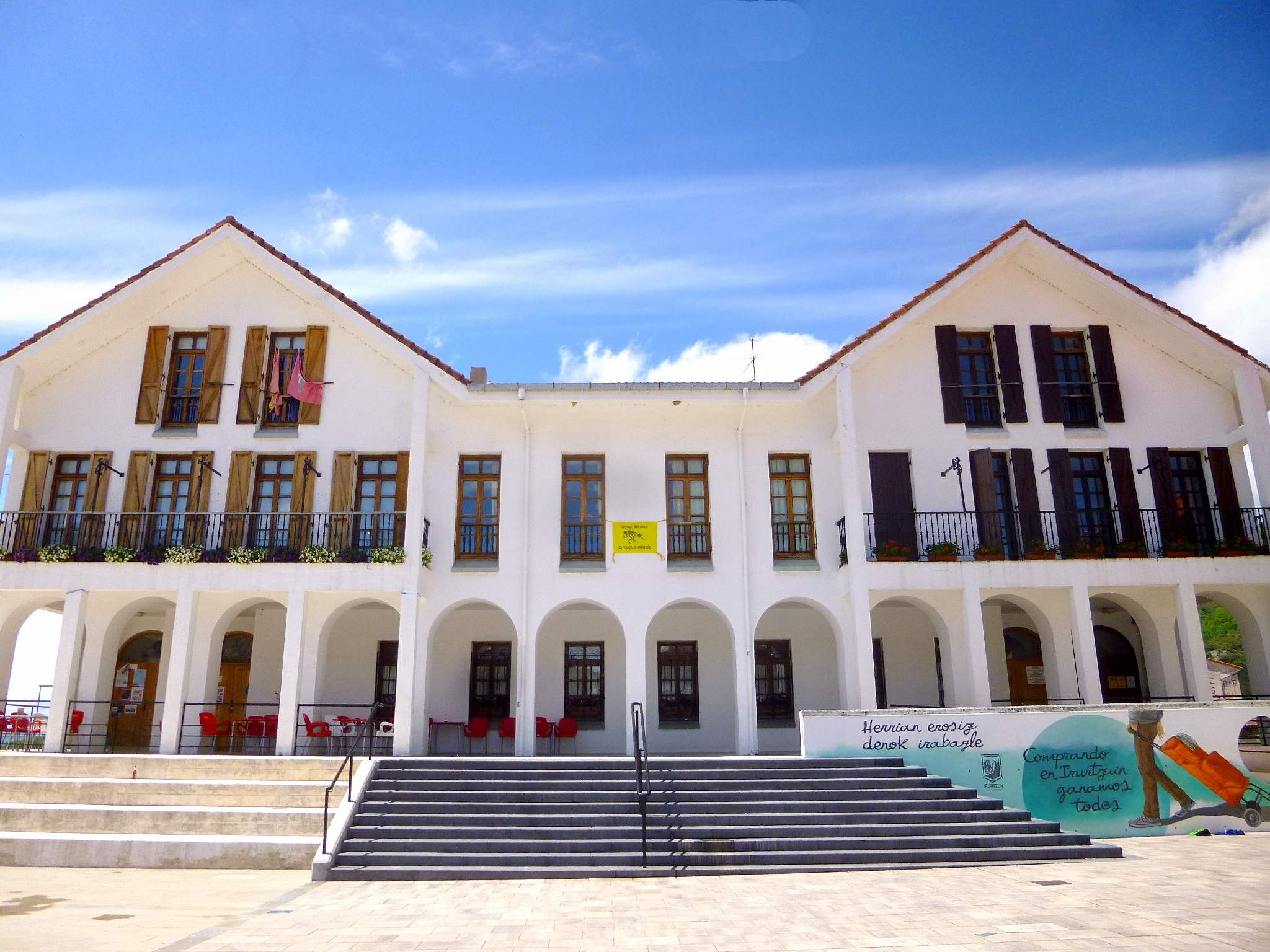
Rathaus

- Martinskirche
- Alte Martinskirche
- Rathaus

## Persönlichkeiten
- Txomin Nagore (* 1974), Fußballspieler
- José Ruiz de Larramendi (1820–1881), Feldmarschall